# Stefano Coletti
Stefano Coletti, född 6 april 1989 i Monte Carlo, är en monegaskisk racerförare.

## Racingkarriär
Coletti kom sjua i Formel BMW ADAC 2006, och började sedan köra i Formula Renault 2.0 Eurocup, vilket gav en fjärdeplats 2007, efter en seger på Hungaroring, Ungern. 2008 tävlade Coletti utan större framgångar i F3 Euroseries, där han inte blev bättre än sexa i något race. Säsongen 2009 startade lysande för Coletti, som vann på Hockenheim, men han tappade farten i de kommande tävlingarna, och blev bland annat diskvalificerad på Norisring, efter att ha attackerat Jules Bianchi på väg till prispallen.
Senare under säsongen gjorde Coletti några inhopp i GP2 för det bankrutta Durango, men hans säsong avbröts med en vådlig krasch på Spa-Francorchamps, där han ådrog sig mindre skador.